# Jimmy Engoulvent
Jimmy Engoulvent (Le Mans, 7 de diciembre de 1979) es un exciclista profesional francés.
Debutó como profesional en 2001 en el Bonjour, y luego pasó por equipos como el Cofidis, Crédit Agricole y Sojasun. Tras su retirada ejerció las funciones de director deportivo del conjunto B&B Hotels-Vital Concept.

## Palmarés
| 2007 - 1 etapa de la Tropicale Amissa Bongo - 1 etapa del Tour de Luxemburgo 2009 - 1 etapa del Tour de Alsacia - 1 etapa de los Cuatro Días de Dunkerque - 1 etapa del Tour de Bretaña - 1 etapa del Circuito de la Sarthe - 1 etapa de los Tres Días de Vaucluse 2010 - 1 etapa del Tour de Luxemburgo - 1 etapa de la Vuelta a Portugal - Tour de Poitou-Charentes, más 1 etapa | 2011 - 1 etapa de la Vuelta a Andalucía 2012 - Cuatro Días de Dunkerque, más 1 etapa - 1 etapa del Tour de Luxemburgo 2013 - 1 etapa del Tour de Luxemburgo 2014 - 1 etapa de los Cuatro Días de Dunkerque |

## Resultados en Grandes Vueltas
| Carrera | Carrera         | 2001 | 2002 | 2003 | 2004  | 2005 | 2006 | 2007 | 2008  | 2009 | 2010 | 2011  | 2012  | 2013 | 2014  | 2015  |
| ------- | --------------- | ---- | ---- | ---- | ----- | ---- | ---- | ---- | ----- | ---- | ---- | ----- | ----- | ---- | ----- | ----- |
|         | Giro de Italia  | —    | —    | —    | —     | —    | —    | —    | —     | —    | —    | —     | —     | —    | —     | —     |
|         | Tour de Francia | —    | —    | —    | 138.º | —    | Ab.  | —    | 135.º | —    | —    | 160.º | 153.º | —    | —     | —     |
|         | Vuelta a España | —    | —    | —    | —     | —    | —    | —    | —     | —    | —    | —     | —     | —    | 157.º | 133.º |

—: no participa

Ab.: abandono

## Equipos
- Brioches La Boulangère (2001-2003)
  - Bonjour (2001-2002)
  - Brioches La Boulangère (2003)
- Cofidis, Le Crédit par Téléphone (2004-2005)
- Crédit Agricole (2006-2008)
- Sojasun (2009-2013)
  - Besson Chaussures-Sojasun (2009)
  - Saur-Sojasun (2010-2012)
  - Sojasun (2013)
- Team Europcar (2014-2015)